# Wolfgang Knapp (Basketballspieler)
Wolfgang Knapp ist ein ehemaliger deutscher Basketballspieler.
Von 1975 bis 1977 spielte er für den Bundesligisten MTV Gießen, kam in 20 Spielen für die Hessen auf einen Mittelwert von 3,8 Punkten. Im Spieljahr 1976/77 belegte er mit dem MTV den dritten Platz in der Bundesliga-Endrunde.
Im August 1975 wurde er in zwei A-Länderspielen eingesetzt, traf mit der bundesdeutschen Nationalmannschaft in Algier auf die Auswahlen Algeriens und Kuwaits.